# Калинин, Евгений Петрович
Евгений Петрович Калинин (р.10.1.1942, п. Сараны, Молотовская область, сейчас — Пермский край) — советский горный инженер-технолог. Лауреат премии Совета Министров СССР (1988).

## Биография
Родился в посёлке городского типа Сараны, возникший как населенный пункт в 1889 году в связи с открытием месторождения хромитов.
После школы с 1960 года работал на обогатительной фабрике Башкирского медно-серного комбината (г. Сибай).
В 1972 окончил Магнитогорский горно-металлургический институт.
С 1974 года на Учалинском ГОКе, где с 1979 стал начальником фабрики.

## Награды
- Награждён орденом «Знак Почёта» (1981).
- Премия Совета Министров СССР (1988).